# Gampong Terujak
Gampong Terujak is een bestuurslaag in het regentschap Aceh Timur van de provincie Atjeh, Indonesië. Gampong Terujak telt 259 inwoners (volkstelling 2010).